# Magyarságkutató Intézet
A Magyarságkutató Intézet (MKI) interdiszciplináris kutatásokat végez a magyarság múltjával, történelmével, nyelvével, hagyományaival, kultúrájával és eredetével kapcsolatosan. A szervezet a magyar kormány, illetve az Emberi Erőforrások Minisztériuma (EMMI) irányítása alatt kezdte meg működését 2019. január 1-jén.

## Áttekintés
Első főigazgatója Horváth-Lugossy Gábor volt (2019–2023), majd Kásler Miklós (2023-tól).
Az intézmény fő céljának tekinti, hogy a tudomány különböző területein született ismereteket, megállapításokat összegezze és azokat tudományos színvonalon értékelje a valószínűség legmagasabb fokán. A Magyarságkutató Intézet kezdeti terveinek megfelelően eredményeinek nagy részét online publikálja web- és közösségi oldalán, a tudományos- előadások, tartalmak videó formátumban is elérhetők, az intézet emellett nyomtatott kiadványokat is megjelentet, amelyek online bárki számára hozzáférhetők.
Az intézet és munkatársai rendszeresen tudományos konferenciák tartásával és kiállítások szervezéssel is foglalkozik.
2022-ben az állam 2,21 milliárd forintot biztosított az intézet működéséhez, aminek több mint harmadát személyes juttatásokra fordították.

### A pozsonyi csatát történelemhamisító módon bemutató animációs film
2020 decemberében az akkor Horváth-Lugossy Gábor által vezetett Magyarságkutató Intézet (MKI) bemutatott egy animációs filmet A pozsonyi csata címmel, melyet komoly kritikával illettek a benne a pozsonyi csatával elhangzott kapcsolatban történelemhamisító állítások miatt. Emellett a valaszonline.hu-nak a filmmel foglalkozó cikke rámutat, hogy a film eszközrekonstrukcióban minimum 10, technikai kivitelezésben 15 éves visszalépést jelent az adott korban elvárt színvonalhoz képest. A film tényként kezeli a tudományosan cáfolt szkíta–hun–avar–magyar folytonosságot, a honfoglalást „visszatérésnek” nevezi, emellett csúnya bakik sokasága látható az animációs filmben. Mindez határpontot jelentett az akkor két éve megalakult MKI működésében. A Kásler Miklós miniszter kezdeményezésére létrejött intézmény ezzel a filmmel ugyanis lényegében kivonult a bármennyire is tudományos céllal működő állami intézetek sorából, és helyet foglalt a történelmi fantasy világában.
A 895-ben kezdődött magyar honfoglalás zárópontjának tekinthető a 907-es pozsonyi csata, mely a korai magyar történelem egyik fontos eseménye. A történészek között konszenzus van azzal kapcsolatban, hogy ez a katonai győzelem tette egyértelművé a korabeli Nyugat-Európának Árpádék tartós kárpát-medencei jelenlétét. Még a 950-es években sem indítottak a magyarok ellen fegyveres akciót, amikor pedig már dokumentálhatóan fölényben voltak. Ebből kiindulva készített nagy médiafelhajtással beharangozott animációs filmet a Magyarságkutató Intézet és a Hyperion Interaktív Oktatásfejlesztő. Az 50 perces filmet filmet 2020. december 21-én este mutatták be az állami televízióban. A film azonban nem nevezhető történelmi ismeretterjesztésnek, mivel jócskán túllép az ismert magyar történelmen, 100-150 éves mítoszokat és tévedéseket mutat be tényként, a hiteles tárgyi kultúra megismerésére pedig gyakorlatilag alkalmatlan.
A film a honfoglalás korában és az az követő időszak életmódjának és gazdaságának tárgyalásánál bemutat állatokat és kerteket, például így: Az egyik jelenetben a háttérben norvég vörös lapály marhához hasonló szarvasmarha legelészik, mely fajtát az 1930-as évek óta tartják számon. Az előtérben pedig a jellegzetes házi- vagy hússertés, amely a 19. század óta ismert. Egy másik jelenetben pedig sárgarépa látható, melyet ebben a nemesített formában csak a 17. század óta termesztik. A hússertés és a szarvasmarha többször is feltűnik a film folyamán. A film ugyanilyen nagyvonalúan kezeli szinte az összes keze ügyébe kerülő problémát: hatalmas bakik vehetőek észre a viselet- és fegyverábrázolásoknál, emellett – feltehetően – szándékos összemosások jelennek meg az egyes kultúrák ismertetőjegyei között. A vérszerződést megidéző jelenetnél a nagyszentmiklósi kincs bikafejes ivócsanakja tűnik fel a filmben. Az ötlet nem új: a 19. században Székely Bertalan festőművész is úgy ábrázolta a vérszerződést, mint ahol az ivócsanak foghatta fel a vezérek vérét. Azonban azóta a leletet kutató Bóna István és Bálint Csanád régészprofesszorok bebizonyították, hogy a kincs a 7–8. században készült, tulajdonosai pedig az avarok voltak. Azaz bikafejes edény sem magyar eredetű. Emellett a vérszerződéses jelenetben a táltos jóval korábbi, szkíta jellegű fejéket visel, a vezérek pedig olyan késsel vágják meg a kezüket, amilyen abban a korszakban egészen biztosan nem lehetett náluk.
A filmben 10–20 alkalommal közelről is mutattak egy az Árpád seregéhez sorolt harcost olyan felszerelésben, melynek nyoma sincs a honfoglaló leletanyagban, és korabeli ábrázolásokról sem lehet ismerős. Főbb ismertetőjegyei alapján a rajz a szászánida kataphraktoszról lett mintázva, vagyis az ókori kelet-iráni törzsek nehézlovasságáról. Mindez nagyon távol áll a 10. századi magyar hadi viselettől. Boldog Zoltán régész így fogalmazott a Honfoglalók fegyverben című kötetben: hitelesen feltárt, teljes bizonysággal a korai magyarsághoz köthető sírból páncélmaradvány eddig nem került elő. A honfoglalás korában a hadi viselet az ábrázolások alapján bélelt textil- vagy bőrvértből, (bőr) sisakból, fegyverövön viselt íjból, tegezből, szablyából és könnyű kopjából állhatott.
A film több pontján megjelenik egy jellegzetesen díszes ló, melynek fején szarvszerű ékítmény látható. Ez a kazahsztáni Berel közelében feltárt, kuriózumnak mondható szkíta lovas temető nyomán ismertté vált felszerelés. Csakhogy a szkíta kultúra 2500 éves, és semmilyen nyom, régészeti lelet, ábrázolás vagy bármilyen más bizonyíték sincs arra, hogy ez a fajta ékítmény felbukkant volna a 10. századi honfoglaló magyarok lovainál. Még néprajzi jellegű párhuzam sincsen, amely ezt megkockáztatná. Hogy akkor mégis miért tették a filmbe a készítők, arra a választ a filmnek az a része adja meg, melyben az látható, hogy a 907-es pozsonyi csata már éppen veszni látszik, amikor a magyar csapatok fordítani tudnak. A következő narráció hangzik el: „Ekkor Árpád szarmata eredetű elitcsapatát vezetve rontott rá a lándzsarengetegre. Selyempáncélos, nemezvértes élcsapat. Attila Turul-nemzetségének színe-java.”
Történettudományi szempontból nézve fenti rövid részletben gyakorlatilag semmi sem stimmel. Az, hogy Árpád vezér részt vett a csatában, semmiféle korabeli forrás nem bizonyítja. Veszprémy László történész az ezt tisztázó cikkében a következőt írta: még azt sem tudhatjuk biztosan, Árpád élt-e még a 907-es csata idején. Erről egyedül az 1200 körül alkotó névtelen történetíró, Anonymus írt: ő Árpád halálát 907-re teszi, ám ezt leginkább azért írhatta, hogy egy győztes csatával búcsúzzon el a magyarok vezérétől. Mindezzel azt állítják a filmkészítők, hogy Anonymus állítását készpénznek véve datálták 907-re Árpád halálát, mely a történelemszemléletben 100-150 éves visszalépést jelent. Arra viszont még ennyi forrás sincs, hogy Árpádnak lett volna szkíta lódíszes „szarmata” „elitcsapata”. A szarmaták az ókori kelet-európai sztyeppeövezet egyik iráni nyelven beszélő népe; egyes csoportjaik a Krisztus előtti harmadik századot követően letelepedtek a Kárpát-medencében, majd ezután nomadizáló kultúrájukat feladták, és fokozatosan beolvadtak a környező népek közé. A kora újkori lengyel nemesi hagyományban ugyan szerepel a „szarmatizmus”, amely szerint a lengyel előkelők ettől a népcsoporttól származnak, azonban a magyar hagyományban egyáltalán nincs ilyen.
Az állítólagos „szarmata” „elitcsapat” filmbeli megjelenítése a valaszonline.hu szerzőjének következtetése szerint egyértelműen történelemhamisítás. A narráció következő mondata úgy jellemzi a szarmata eredetű elitcsapatot, mint „Attila Turul-nemzetségének színe-java”. A turulról az egyetlen rendelkezésre álló forrás Kézai Simon 1285 körül keletkezett krónikája. Ez annyit mond – Sudár Balázs történész-turkológus rövid összefoglalása szerint –, hogy a magyarok „címere” a kereszténység felvétele előtt a turul volt. Ez a szó magyar nyelvi környezetben a későbbiekben – egészen a reformkorig – nem tűnik fel. Kézainál a turul tulajdonnévi mivoltában kifejezetten az Árpádokra vonatkoztatott nemzetségnév. „Attila Turul-nemzetségéről” beszélni tehát – különösen a nem létező elitcsapat összefüggésében – a cikk szerzőjének következtetése szerint teljesen történelmietlen.
A filmben a honfoglalást nem egyszerűen honfoglalásnak, hanem honfoglaló „visszatérésnek” nevezik, és hangsúlyozzák a tudományosan cáfolt szkíta–hun–avar–magyar folytonosságot. Magyarán az MKI filmje szerint a Krisztus előtti 7. században a Kárpát-medencében megtelepedő szkíták, a Krisztus utáni 4. században megjelenő hunok, majd később az avarok és a magyarok között nincs is semmilyen lényegi különbség, ez ugyanaz a történelmi entitás, mely időnként eltűnik a Kárpát-medencébe, majd vissza-visszatér oda. Ezen a ponton a valaszonline.hu cikke szerint a Magyarságkutató Intézet az „iszfaháni kódex”, és más hírhedt hamisítványok szintjére süllyed. Egyetlen forrás, sem régészeti lelet, sem archeogenetikai vizsgálat nem igazolta soha, hogy a korabeli írásos források szerint iráni nyelven beszélő, egy idő után nyom nélkül eltűnő szkíták, a máig ismeretlen nyelvű, és szintén hírmondó nélkül maradó hunok és a 10. században a Kárpát-medencébe érkező magyarok között folytonosság lenne.
Az állítólagos folytonosság alátámasztására több száz évnyi régészeti fekete lyukat kellene betömni, feloldhatatlan – többek között nyelvi – ellentmondásokat kellene feloldani. Az, hogy mind a négy nép kelet felől érkezett és íjfeszítő harci kultúrát képviselt, az állítólagos folytonosság alátámasztásához édeskevés. A Válasz Online 2020 nyarán mutatta be a leletpontosan dolgozó történelmi rekonstruktőrök munkáját, akik módszeresen újjáépítették az említett kultúrák íjait, és munkájuk egyik tanulsága éppen az, hogy a messziről nézve hasonló eszközök között számtalan különbség van, emiatt egy szkíta, egy avar és egy magyar íj egy hozzáértő számára összetéveszthetetlen, és nem kizárólag az időbeli távolság miatt.
Nem csak a történelem, hanem a kézműves hagyományőrzés is súlyos csapást szenved el a filmben. A film készítését megelőző 10-15 évben a leletekből kiinduló, tudományos igénnyel dolgozó tárgy- és fegyverépítés, valamint az azokat használó „gyakorló régészet” hatalmas fejlődésen ment keresztül, és számos eredményt tett le az asztalra, melyek azonban egyáltalán nem köszönnek vissza az MKI animációs filmkében. Nem stimmelnek a filmben látható ruhák, ahogy kiegészítők számos eleme sem (újkorinak tűnő mellények, túlméretezett süvegcsúcsok, 14-15. századi kések, nem korhű lószerszámok stb.), az animáció pedig a legkevésbé sem alkalmas arra, hogy finom gyakorlati részleteket helyesen mutasson be (pl. vesszőtartás). Ugyanakkor egyes elemeknél a filmkészítők törekedtek a pontosságra: a magyar tegez megjelenítése, a nyílvesszők tárolása nyugalmi állapotban, emellett a jurtabelsők elrendezése nagyjából megfelel a legfrissebb kutatásoknak.
A Válasz Online cikkének a konklúziója, hogy ilyesfajta filmnek lehet jogosultsága, de Európa többi részén történelmi fantasy-k nem hazudják azt magukról, hogy az „igaz”, „elfelejtett” valóságot mutatják meg a nézőnek. De más a helyzet a nevében a kutatást és az oktatásfejlesztést viselő projektgazdák (Magyarságkutató Intézet, Hyperion Interaktív Oktatásfejlesztő Kft.) esetében. Az MKI a Pozsonyi csata című filmmel gyakorlatilag kiírta magát a valamennyire is komolyan vehető kutatóhelyek sorából. A stáblista szerint a film „szakértője” volt az MKI Régészeti Kutatóközpont vezetője, Makoldi Miklós, aki viszont nem a pozsonyi csata korával, hanem avar lovastemetkezésekkel foglalkozik, doktori fokozata nincs. Mellette Mátéffy Attila néprajzkutatót tüntetik fel. A szerző szerint a valóban korszakhatárnak nevezhető, nagy magyar győzelemmel záruló pozsonyi csata megérdemelne egy méltó, hiteles, giccs- és mítoszmentes ismeretterjesztő filmes feldolgozást, amely azonban egyelőre várat magára.
Horváth-Lugossy Gábor leváltása után néhány hónappal, 2023 júliusában az akkor már Kásler Miklós által vezetett Magyarságkutató Intézet elhatárolódott A pozsonyi csata című, a címben jelzett történelmi eseményt történelemhamisító módon bemutató animációs filmtől. Az ennek kapcsán kiadott nyilatkozatukban így fogalmaztak:

„Sajnálatos, hogy 2020-ban – a Magyarságkutató Intézet előző vezetése alatt – több szakmai figyelmeztetés ellenére elkészült egy olyan animációs film a csatáról, amely az akkori főigazgató irányításával egy torz, szakmai hitelességet nélkülöző képet mutat. Mivel az alkotás a Magyarságkutató Intézet új vezetése által képviselt hitelességnek, szigorú szakmai kritériumrendszernek nem felel meg, ezért annak oktatófilmként való használatát az intézet nem támogatja; azzal semmilyen közösséget nem vállal. A Magyarságkutató Intézet a honfoglalást szentesítő pozsonyi diadal hőseivel és a reális tárgyi ismereteken nyugvó nemzeti büszkeség ügyével vállal közösséget.”

## Jogi kötelezettségek
A Magyarságkutató Intézet feladatait a 206/2018. (XI. 10.) Korm. rendelet sorolja fel:
206/2018. (XI. 10.) Korm. rendelet (részlet):
"3. § (1) Az Intézet a következő feladatokat látja el:
1. a honfoglalás előtti magyar történelem, a magyarság őstörténetének interdiszciplináris kutatása,
2. az V–IX. századi sztyeppeközösségek kutatása,
3. a honfoglalással, valamint a magyar középkorral kapcsolatos interdiszciplináris kutatások,
4. a kelet-európai térség egyes részeinek VIII–X. századi történeti-földrajzi tájrekonstrukciója,
5. a magyarság történelméből származó hazai és külföldi, elbeszélő és írott levéltári forráskutatás,
6. vallástörténeti kutatások,
7. néprajzi és népzenei kutatások,
8. oktatási és képzési tevékenység, részvétel a kulturális turizmus, vallás- és zarándoklatturizmus fejlesztésében,
9. angol és magyar nyelvű folyóirat kiadása,
10. archeogenetikai kutatások,
11. a korai magyar történelem helyének vizsgálata a XXI. századi magyar önazonosság-tudatban,
12. középtávú magyar nyelvstratégia kidolgozásának irányítása és felügyelete,
13. a magyar nyelv belső szerkezetének, sajátosságainak, működésének, a magyar kultúra egészével való összefüggésének kutatása és annak eredményének alkalmazása a köznevelésben,
14. nyelvtörténeti kutatások végzése, nyelvi adattárak fejlesztésének ösztönzése,
15. a nyelvszerkezeti és a nyelvhasználati kutatások terén a különböző szaknyelvek, terminológiák tudatos fejlesztésének koordinálása, a határon túli és az anyaországi magyar nyelvű terminológia összehasonlító kutatása, összehasonlító terminológiai szótárak összeállítása,
16. szakértői állásfoglalások készítése nyelvpolitikai kérdésekben a közigazgatás és a közmédia részére,
17. a magyar nyelvi tankönyvprogram fejlesztésében való részvétel, nyelvészeti szakmai alapjainak kidolgozása, különösen gyermekbarát, az otthonról hozott anyanyelvi készségeket fejlesztő általános iskolai nyelvtankönyvek szakmai alapvetése kidolgozásának összehangolása a magyar kultúra egészével,
18. a magyar szórványok, magyar nyelvjárások, rétegnyelvek, határon túli nyelvváltozatok, kisebbségben élő nyelvrokon népek helyzetének vizsgálata,
19. a magyar nyelvi értékvesztéssel szemben irányelvek kidolgozása a Kormány számára,
20. szakmai és nemzetközi kerekasztal-megbeszélések, nyári kurzusok és – kiemelten határon túli magyaroknak – nyári egyetemek szervezése, nyelvi kulturális napok társszervezése az adott feladathoz szükséges körben, együttműködve az illetékes hazai és Kárpát-medencei szervekkel, szervezetekkel, felsőoktatási intézményekkel,
21. a magyar nyelv digitális, hálózati térben való fennmaradásával összefüggő kutatások szervezése,
22. a fordítás, a többnyelvűség és az ezzel összefüggő lokalizációs tevékenységgel kapcsolatos programok tanulmányozása, ösztönzése, kidolgozása,
23. a nyelvművelő tevékenység ösztönzése,
24. az 1–23. pontok szerinti feladatok tekintetében maradandót alkotó jeles kutatók hagyatékának, szellemi örökségének gondozása, a kutatási anyagok digitalizálása,
25. a magyar identitás, hazaszeretet kifejeződésének történelmi bemutatása a magyar történelem korábbi évszázadaiból,
26. hagyományőrző események, konferenciák, rendezvények, alkotások, médiumok támogatása, valamint
27. a Kormány által normatív határozatban meghatározott egyéb, a tevékenységi körébe tartozó feladatok.
(2) Az Intézet tevékenységét nemzeti és nemzetközi működési körben látja el.
(3) Az Intézet főigazgatója meghatározott célból, feladatkörében eljárva az állami szervektől, szervezetektől személyes adatnak nem minősülő adatokat, információkat, elemzéseket kérhet, a kapcsolódó dokumentumokba – a vonatkozó jogszabályi rendelkezéseknek megfelelően – betekinthet, azokról másolatot kérhet."

## Vezetőség
A Magyarságkutató Intézet főigazgatója Prof. Dr. Kásler Miklós. 
Az intézet több kutatóközponttal rendelkezik, amelyek munkáját kinevezett vezetők felügyelik.
- Archeogenetikai Kutatóközpont – vezetője Dr. Nagy Péter
- Eszmetörténeti Kutatóközpont – vezetője Dr. Biró Csilla
- Klasszika-filológiai Kutatóközpont – vezetője Dr. Fehér Bence
- László Gyula Kutatóközpont és Archívum – vezetője Dr. Szabados György
- Magyar Nyelvtörténeti Kutatóközpont – vezetője Dr. Pomozi Péter
- Népességföldrajzi és Geoinformatikai Kutatóközpont
- Néprajzi-és Népzenei Kutatóközpont
- Nyelvtervezési Kutatóközpont – vezetője Dr. Bódi Zoltán
- Régészeti Kutatóközpont – vezetője Dr. Horváth Ciprián
- Történeti Kutatóközpont – vezetője Dr. B. Szabó János

## Kutatóközpontok

### Archeogenetikai Kutatóközpont[11]
A szervezeti egység célja, hogy új adatokkal járuljon hozzá, a magyarság eredetének valóságon alapuló, egységes történeti képének kialakításához. A kutatások középpontjába a Kárpát-medence történeti népességeinek genetikai vizsgálatát helyezik, továbbá genetikai kapcsolatuk kimutatását az egykor élt és ma élő népességekkel, de különös figyelmet fordítanak az Árpád-ház genetikai vizsgálataira, azok államalkotó és dinasztikus jelentősége miatt.
Az Archeogenetikai Kutatóközpont a legmodernebb molekuláris biológiai technikákat alkalmazva szolgáltat az adott korokból származó közvetlen genetikai információkat, ezzel egy olyan archaikus genom adatbázist hozva létre, amely a Kárpát-medencében élő magyarság közkincse.
A későbbiekben a genomadatok révén a magyarság számára elérhetővé és megismerhetővé válhat a genetikai ősök származása.

### Eszmetörténeti Kutatóközpont[12]
Az Eszmetörténeti Kutatóközpont azokat az európai és magyar eszmetörténet interakciókat vizsgálja, amelyek végül paradigmatikus átalakulásokat eredményeznek fogalomrendszerekben, társadalmi mentalitásban és kultúrában.
Végső cél, hogy a megszerzett ismereteket egy olyan rendszeres tanulmánysorozatban mutathassák be, melyben azokkal az alapvető alapvető fogalmi és kulturális változásokkal foglalkoznak, amelyek a középkori Európát, ezen belül a magyarságot, a modern Európába vezették át.

### Klasszika-filológiai Kutatóközpont[13]
A Klasszika-filológiai Kutatóközpont fókuszában a hazai antik örökség gondozása áll, illetve ezen ismeretanyagok bővítése, rendszerezése modern módszerek alkalmazásával. Magyarország és a magyarság történetének ókori és középkori írott forrásaival dolgoznak, elsősorban, de ez az szervezeti egység foglalkozik a klasszika-filológia tudománytörténetének hagyományos témáival (irodalomtörténeti, nyelvtörténeti, történeti és régészeti).
Hazai antik örökségen a történeti Magyarország és a magyarság történetének ókori és középkori írott forrásai, valamint a hazai klasszika-filológia tudománytörténetének hagyományos – irodalomtörténeti, nyelvtörténeti, történeti és régészeti – témái értendők.

### László Gyula Kutatóközpont és Archívum[14]
A László Gyula Intézet 2018. január 1-én jött létre, majd 2019. június 1-jétől a Magyarságkutató Intézet részeként László Gyula Kutatóközpont és Archívum folytatja tevékenységét. A szervezeti egység két fő profillal rendelkezik.
- Kutatóközpontként, a magyar nép és műveltség eredetét vizsgálja az alábbi öt tematika mentén: a korai magyar múlt (őstörténet, honfoglalás-kor, Árpád-kor) ; az ősi magyar hitvilág és népzenei hagyaték eurázsiai összefüggésekben; A Kárpát-medence tágabb értelemben vett népvándorlás-kori (IV–XIII. század) múltjának és tárgyi hagyatékának kutatása; A közép-eurázsiai kulturális tér vizsgálata, különös tekintettel a Kaukázus előterére; A magyar eredetkutatás történetének feltárása.
- Archívumként, László Gyula tudományos és művészeti hagyatékának rendszeres gyűjtése, digitalizálása, archiválása.

A László Gyula Kutatóközpont és Archívum küldetése, hogy mindenkivel megismertessék a magyar őstörténetet és az arról való felelős gondolkodást.

### Magyar Nyelvtörténeti Kutatóközpont[15]
A szervezeti egység célja, a magyar nyelv történeti értékeinek, alakulására vonatkozó adatainak felkutatása, kinyerése és megőrzése a magyarságtudat mélyítésének céljából.
Fő a kutatóközpont fő feladatait három alegységere lehet bontani:
1. hiánypótló kutatási irányok, innovatív digitális adatbázisok létrehozása;
2. a magyar őstörténeti kutatások nyelvtörténeti támogatása;
3. a magyar nyelvjárások történeti vizsgálata.

A Magyar Nyelvtörténeti Kutatóközpont nem csupán a nyelv történeti alakulására vonatkozó értékfeltáró kutatások eredményeinek hasznosítását, és elérhetővé tételét tűzte ki céljául, de a nyelv múltjával való foglalkozás révén erősíteni kívánják az egyéni, a helyi és a nemzeti identitás, továbbá a mindennapi patriotizmus érzését.

### Nyelvtervezési Kutatóközpont[16]
A Nyelvtervezési Kutatóközpont célja az anyanyelvnek a nemzeti identitás képzésében, kultúrában betöltött szerepének méltó helyre emelése és megerősítése.
Célnak nevezte meg a szervezeti egység, hogy a magyar anyanyelvet jelenkori helyzetének, használati minőségének, közérthetőségének tudományos eredményekre támaszkodva javítsák, formálják.

### Régészeti Kutatóközpont[17]
A Régészeti Kutatóközpont a magyar nemzet őstörténetével és a magyarság eredetével kapcsolatba hozható régészeti lelőhelyekkel, foglalkozik. Feladata ezen lelőhelyek felkutatása, feltárása, megfelelő dokumentálása a Kárpát-medence és Eurázsia területén, továbbá a magyarsággal kapcsolatba hozható (lovas)népek régészeti hagyatékának kutatása, az elért eredmények dokumentálása, publikálása, a régészeti témájú szakmai eredmények minél szélesebb körben történő megismertetése.
A szervezeti egység lehetőségeihez mérten segíti a más szervezetek által megvalósított vagy megvalósítandó régészeti célú kiállításokat, rendezvényeket, felkérésre szakmailag felügyeli azokat.

### Történeti Kutatóközpont[18]
A Történeti Kutatóközpont olyan kérdéskörökre helyezi a hangsúlyt, mint magyarságtudat, nemzettudat, Hungarus-tudat, identitás, identitásválság, identitáspusztítás, identitásvesztés, identitásképzés, identitásteremtés. Célja a magyar nemzeti identitás történelmi korszakokon átívelő változásainak feltérképezése.
Történelmi perspektívába helyezve keresik a választ az „Integráció vagy asszimiláció?” és a „Ki a magyar?” kérdésére.
Különösen fontosnak érzik kritikai szemlélettel feldolgozni a régebbi és az újabb emlékezetpolitikai törekvéseket, mivel a a magyar identitást is meghatározó közpolitikai kérdéssé vált, s ezáltal annak jelentősége is megnőtt.

## Kiemelt kutatások
Aba Sámuel király – nemzetségfői, királyi és egyházi központjának abasári feltárása
Árpád-házi királyok azonosítása, uralkodói dinasztiák vizsgálata – székesfehérvári osszárium-kutatás
A Hunyadi-ház genetikájának meghatározása, Mátyás király azonosítása
A Kárpát-medence népességének archeogenetikai vizsgálata

## Kiadványok
- Régészeti tanulmányok a Bodrogköz 10–11. századi településtörténetéhez Archiválva 2021. június 24-i dátummal a Wayback Machine-ben[23]
- A hatalom forrása és a magyar honfoglalás – hódítás és integráció – A korai magyar történelem egy régész szemszögéből Archiválva 2021. június 24-i dátummal a Wayback Machine-ben[24]
- Növényi ornamentika a késő avar kori díszítőművészetben (Kr. u. 8. század – 9. század eleje) – Kultúrtörténeti tanulmányok Archiválva 2021. június 24-i dátummal a Wayback Machine-ben[25]
- Menandrosz protector töredékei Archiválva 2021. január 28-i dátummal a Wayback Machine-ben[26]
- Fuldai évkönyvek / Annales Fuldenses Archiválva 2021. június 24-i dátummal a Wayback Machine-ben[27]
- A Kárpát-medence legkülönlegesebb Árpád-kori templomai – Északkelet és a Tisza völgye Archiválva 2021. június 24-i dátummal a Wayback Machine-ben[28]
- Rovás – magyar nyelvtörténet – művelődéstörténet Archiválva 2021. június 24-i dátummal a Wayback Machine-ben[29]
- Czuczor–Fogarasi-tanácskozás A magyar nyelv szótára pótkötetének megjelenése alkalmából – Tanulmánykötet a Magyar Nyelvstratégiai Intézet által 2018. december 13-án rendezett tanácskozáson elhangzott előadásokból Archiválva 2021. június 3-i dátummal a Wayback Machine-ben[30]
- A magyar nyelvjárások a XXI. században – nyelvstratégiai megközelítésben – Tanulmánykötet a Magyar Nyelvstratégiai Intézet által 2018. december 4–5-én rendezett konferencián elhangzott előadásokból Archiválva 2021. június 2-i dátummal a Wayback Machine-ben[31]
- Palóc olvasókönyv – Nyelvi és irodalmi kalandozások Archiválva 2021. június 3-i dátummal a Wayback Machine-ben[32]
- A Magyarságkutató Intézet évkönyve 2019 Archiválva 2021. június 3-i dátummal a Wayback Machine-ben[33]
- A Kárpát-medencei rovásírásos emlékek gyűjteménye – I. kötet: Korai emlékek (1599 előtt) és kései feliratos emlékek Archiválva 2021. június 3-i dátummal a Wayback Machine-ben[34]
- Mesés kémjátszmák – A nyugati külkereskedelmi hálózatok kiépülése 1945 után Archiválva 2021. május 22-i dátummal a Wayback Machine-ben[35]
- Hazafiak voltak – Az ember, a hit és a történelem méltósága az 1867. évi kiegyezés utáni nemzeti ünnepeken Archiválva 2021. június 3-i dátummal a Wayback Machine-ben[36]
- Hős vagy lázadó? – Koppány alakja a folklórban és a kultúrtörténetben Archiválva 2021. június 3-i dátummal a Wayback Machine-ben[37]
- Ősi írásaink Archiválva 2021. június 3-i dátummal a Wayback Machine-ben[38]
- Magyar Világ 1938–1940 Archiválva 2021. június 3-i dátummal a Wayback Machine-ben[39]
- A királyi öl hossza – Rekonstruálható-e az egykori hosszmértékegység? Archiválva 2021. június 13-i dátummal a Wayback Machine-ben[40]
- Magyar őstörténeti műhelybeszélgetés Archiválva 2021. június 6-i dátummal a Wayback Machine-ben[41]
- Frank királyi évkönyvek / Annales Regni Francorum Archiválva 2021. június 13-i dátummal a Wayback Machine-ben[42]
- Ecsettel a nyugati hadifogságban – Kiss Sándor naplója Archiválva 2021. június 13-i dátummal a Wayback Machine-ben[43]
- Magyarok temetője, Ó-Románia – A regáti magyarság a dualizmus kori nemzetpolitikában[halott link][44]
- Bartók Béla életének krónikája Archiválva 2021. június 13-i dátummal a Wayback Machine-ben[45]
- Chronicles of Béla Bartók's Life Archiválva 2021. június 13-i dátummal a Wayback Machine-ben[46]
- Identifizierung der Skelette von Angehörigen des Arpadenhauses in der Matthiaskirche – Unter Verwendung von historischen, archäologischen, anthropologischen, radiologischen, morphologischen, Radiokarbondatierungs- und genetischen Daten Archiválva 2021. június 13-i dátummal a Wayback Machine-ben[47]
- Identifying the Árpád Dynasty Skeletons Interred in the Matthias Church – Applying data from historical, archaeological, anthropological, radiological, morphological, radiocarbon dating and genetic research Archiválva 2021. május 20-i dátummal a Wayback Machine-ben[48]
- „Erdélyt jobban megszeretjük, ha azt múltjával együtt ismerjük” – Történeti tanulmányok Archiválva 2021. június 13-i dátummal a Wayback Machine-ben[49]
- A trianoni békediktátum ratifikációja külföldön Archiválva 2021. június 24-i dátummal a Wayback Machine-ben[50]

### Ephemeris Hungarologica
A Magyarságkutató Intézet 2021-ben indította el az Ephemeris Hungarologica című folyóiratát. Az intézet kutatási profiljába tartozó területekről közöl anyagokat, recenziókat, vitacikkeket. Főszerkesztője Fehér Bence.

## Kiállítások
- Trianon roll-up[52]
- Ezer és ezer jel[53]
- Magyar Világ 1938–1940[54]
- Attila örökösei[55]

## Konferenciák

### Európa elfeledett hadszíntere – A tizenöt éves háború és Magyarország (1591–1606)[56]
- Dr. Kenyeres István: A tizenöt éves háború és a Habsburg Monarchia[57]
- Dr. Kruppa Tamás: Pápa és a Pápaság[58]
- Dr. Nagy-Luttenberger István: A pápai vár a kutatási eredmények tükrében[59]
- Dr. Bagi Zoltán Péter: Mercoeur herceg vértesei a tizenöt éves háborúban[60]
- Dr. Száraz Csilla: Régészeti kutatások Kanizsa várának területén: múlt, jelen, jövő[61]
- Prof. Dr. Giampiero Brunelli: Kanizsa, 1601: approaches: the most horrible[62]
- Kanász Viktor: Kanizsa 1600. és 1601. évi ostromainak emlékezete[63]
- Dr. Hidán Csaba: Fegyverzet és harceljárások a tizenöt éves háborúban[64]
- Dr. Illik Péter: A tizenöt éves háború a hazai középiskolai tankönyvekben, avagy Kanizsa elveszett[65]

### Dualizmus kori emlékezetőrzés: Az emlékezet forrásai[66]
- Várkonyi Gábor: A 19. századi magyar történelmi regények történelemszemlélete[67]
- Apor Eszter: Liszt Ferenc és az 1848–1849-es magyar forradalom- és szabadságharc emlékezete[68]
- Dr. Kovács Kálmán Árpád: A magyar református emlékezetkultúra fejlődése 1870–1918[69]
- Dr. Fabó Edit: Szentbeszédek a liberalizmus kezdetén[70]
- Dr. Dede Franciska: „Szava van hozzá minden magyarnak.” Emlékművek a századfordulón[71]
- Dr. Ligeti Dávid: A magyar történeti emlékezet az Andrássy-lovasszobor 1906. évi avatásának tükrében[72]
- Babucs Zoltán: Honvédalbum[73]
- Dr. Bacher-Tuli Andrea: Lóverseny: lovagi torna modern köntösben?[74]

### A barokk történetírás Magyarországról, Magyarországon[75]
- A barokk történetírás Magyarországról, Magyarországon (tudományos online konferencia)[76]

### Bethlen 100[77]
- Bethlen 100 – Klinghammer István interjú[78]
- Bethlen 100 – Anka László interjú[79]
- Bethlen 100 – Szávai Ferenc interjú[80]
- Bethlen 100 – Ligeti Dávid interjú[81]
- Bethlen 100 – Hamerli Petra interjú[82]
- Bethlen 100 – Bognár Zalán interjú[83]
- Bethlen 100 – Barna Attila interjú[84]
- Bethlen 100 – Vizi László Tamás[85]
- Bethlen 100 – Raffay Ernő interjú[86]
- „Bethlen 100” konferencia[87]
- Kossuth Rádió "100 éve történt” – A Bethlen kormány megalakulása[88]
- Kossuth Rádió "100 éve történt” – A Bethlen kormány külpolitikája[89]

### Hamis gulyás[90]
- Hamis gulyás – konferencia[91]

### Hun, hungarus, magyar[92]
- HUN, HUNGARUS, MAGYAR. Identitásunk több ezer éve[93]

### Regnum Marianum[94]
- Regnum Marianum[95]
- Regnum Marianum kerekasztal-beszélgetés[96]

### Ősi írásaink a Kárpát-medencében II.[97]
Ősi írásaink a Kárpát-medencében II.

### A magyar nyelvjárások napja[99]
- Magyar nyelvjárások napja – kerekasztal[100]
- A nyelvjárás mint nyelvstratégiai kérdés[101]
- Nyelvjárások a múltban, a jelenben és a jövőben[102]
- Magyar nyelvjárások napja – megnyitó[103]

### Trianon utóélete[104]
- A legbátrabb falu[105]
- A legbátrabb város[106]
- A leghűségesebb város[107]
- Az 1923-as osztrák–magyar határváltozás[108]
- Az első bécsi döntés 1938[109]
- Somoskőújfalu hazatérése 1924[110]
- Kárpátalja visszatérése 1939[111]
- Délvidék visszatérése 1941[112]
- Újabb országcsonkítás a második világháború után[113]
- Trianon megítélése a kommunizmus évtizedeiben[114]
- Trianon és a rendszerváltás 1990–2010[115]

### A magyar nyelv Trianon előtt és után[116]
Kásler Miklós köszöntője
Miért töréspont Trianon a Kárpát-medencei többnyelvűségi gyakorlatban (is)?
Nyelvi egységesítés a Kárpát-medencében
A magyar nyelvi tankönyvekről
Egyedül nem megy Trianon után
Kassa és vidékének magyarsága az ezredfordulón
A felvidéki magyar közoktatás jövőképe
Nemzetiségi jogok Szerbiában
Az új NAT
A nyelvi és nyelvpolitikai helyzet alakulása
Székelyföld saját nyelve, a magyar

### Talpra állás Trianon után[128]
Megnyitó
A jogfolytonosság visszaállítása
Nemzeti Hadseregből magyar királyi Honvédség
Az önálló magyar ipar
Az agrárágazat
Magyarország felvétele a Népszövetségbe
Rendszerszerűen építkező kultúrpolitika
A pénzügyi stabilizáció
Az önálló külpolitika megteremtése
Kereszténységért és a magyarságért

### Trianon 2020 – A 100 éves trianoni békediktátum születése[139]
Adjátok vissza a hegyeimet – Rékasi Károly
Jószándék és balszerencse – avagy IV. Károly az összeomlás forgatagában
Rosszkor rossz helyen?
Több évtizedes román készülődés Erdély elcsatolására
Hősok voltak?
Lehetett volna másképp? Apponyi és Benárd Versailles-ban
Kultúra nélkül nincs Magyarország?
Miért épp Horthy?
Nekik miért sikerült? – Sopron példája
Szétszabdalva is egységben?
Mi az, amit elvesztettünk?

### Magyar Világ 1938–1940[151]
Magyar Világ 1938–1940 – Szávai Ferenc
Magyar Világ 1938–1940 – Teiszler Éva
Magyar Világ 1938–1940 – Szekér Nóra
Magyar Világ 1938–1940 – Gulyás László
Magyar Világ 1938–1940 – Babucs Zoltán
Magyar Világ 1938–1940 – Botlik József
Magyar Világ 1938–1940 – Köő Artúr
Magyar Világ 1938–1940 – Illik Péter
Magyar Világ 1938–1940 – Pál Zsombor Szabolcs
Magyar Világ 1938–1940 – Kása Csaba
Magyar Világ 1938–1940 – Nyári Gábor
Magyar Világ 1938–1940 – Vizi László Tamás

### Ősi írásaink a Kárpát-medencében[164]
Megfejthetetlen írások?